# 香港黑警

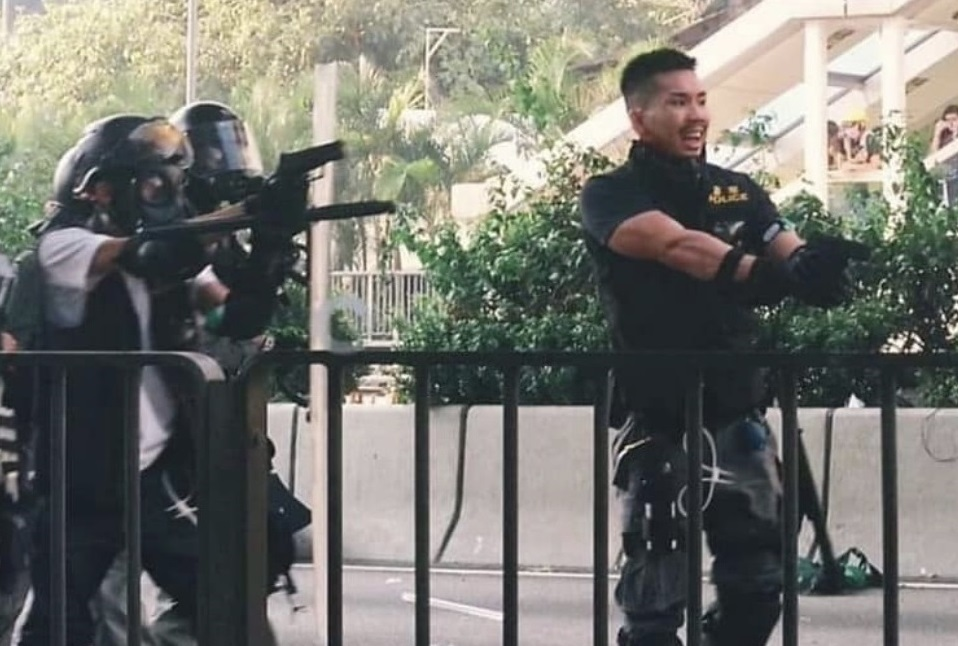
有香港警察持實彈手槍指向示威者時展露詭異笑容，被大眾視為「黑警」的象徵

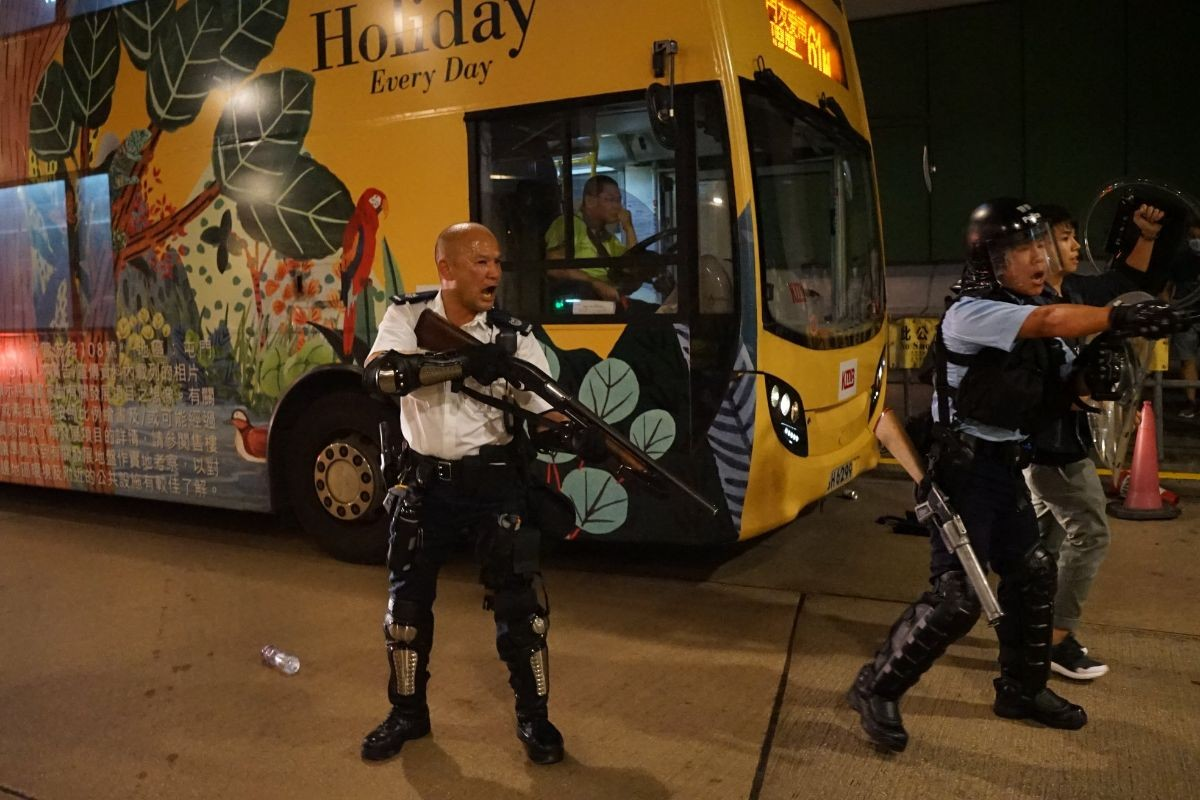
2019年7月30日葵涌警署衝突期间，劉澤基在葵芳站公共運輸交匯處持雷明登870霰彈槍

香港黑警，另亦常以粵語同音字借代為克警（為香港人對警方經常自稱在行動中「克制容忍」之譏諷）《香港法例》與《警察通例》的香港警察的稱呼。此用語在2014年雨傘革命後開始在香港社會上流行，在2019年反對逃犯條例修訂草案運動開始後變得更加常用，主要用作批評前線警員濫用暴力以及與黑社會勾結的行為，影響香港社會一直以來對香港警察的正面觀感。
一般來說，黑警只是形容違法《香港法例》的香港警察，但隨著在反修例運動中香港警察被指有組織、大規模及集體地公然違反《香港法例》與《警察通例》，越來越多市民及示威者會直接把所有警察都稱呼為「黑警」，以表達對警方執法的不滿。

## 起源
黑警一詞起初用於形容黑幫潛伏於警察中的臥底。2012年播出的無綫電視劇集《雷霆掃毒》中，演員苗僑偉所飾演的警員角色跟黑幫合作，因而被稱為黑警。2014年的電視劇集《使徒行者》以黑警一詞形容黑幫潛伏於警察中的臥底，其後《使徒行者2》、《雜警奇兵》和《反黑》等劇集亦存在猜測哪位角色是黑警的情節。
2019年起，在反對《逃犯條例》修訂草案運動中，香港警方的處理手法為人詬病。有聲音批評警隊不再維持政治中立；在外部與無差別襲擊市民的黑社會人士勾結，且使用不必要及過份武力，令「黑警」一詞更加深入民心。2019年7月21日元朗發生襲擊事件，警方被指不作為、包庇滋事者，令「黑警」這一稱呼甚囂塵上。監警會提交的專題審視報告指出元朗襲擊事件引起市民對警黑勾結的質疑，自此稱呼香港警察為「黑警」成為潮流，甚至有人於Facebook自發設立香港黑警專頁。元朗區議會主席黃偉賢認為「黑警」一詞並非指所有警務人員，而是針對犯法的警務人員。

### 反修例運動期間

#### 拘捕大叫「黑警」的人士
反修例運動期間，54歲廚師於2019年9月1日旺角警署外喊「黑警死全家」，被指其後襲警而被控告，9月23日提堂；惟後來有傳媒影片證實他沒有襲警，11月20日律政司因無合理機會定罪而撤銷控罪，控方更主動表示付訟費，該名被控廚師明言此案是「警方濫捕」。
2019年11月2日，一名男子在銅鑼灣時代廣場附近呼喊附近戒備的警員為「黑警」，隨即引來大批防暴警員起鬨和追捕，繼而引發警民衝突。

#### 孔聖堂中學事件
2020年2月23日，跑馬地孔聖堂中學一名教職員在私人社交平台轉發一篇表面支持警方、實質暗諷「黑警」的藏頭詩後，被一名自稱警務人員投訴後即時停職。停職決定並未經校董會審查，被質疑是打壓言論自由、罔顧創校宗旨。
文章段落：
黑心唔係咁好
警察都係打份工
死左又幫到件事幾多呀?
全部人齊心抗疫先有用
家人既支持都好緊要
一個確診姐
個個都開心到要開香檳
都唔明依家D人點解會咁
不如諗下點令香港好返啦
能否比少少人性呀
少少野就大驚小怪

#### 網絡輿論戰
反修例運動中，其中一首熱播的網絡改編歌曲《肥媽有話兒》就是以「黑警」為主題，其中指控相關警員暴力對待市民，又認為黑警「又唔做嘢，又唔讀書」（又不做事，又不讀書），並以「黑警破壞香港法理」作結尾。

#### 台灣移民署使用「香港黑警」一詞
2019年10月13日，中華民國內政部移民署在網路上回應有關於大批香港警察因企圖逃避對他們濫用暴力的制裁而移民臺灣的傳聞時，以「香港黑警」來稱呼香港警察，並以「將不法及犯罪阻絕於境外」來否認傳聞。帖文發表短短3小時，已獲約30,000個讚好、逾4,000名網民留言，不少網民都以「感謝臺灣」作回應。

#### 居民拍警車呼「黑警」被控擾亂公眾秩序
2019年8月24日，九龍灣麗晶花園居民不滿管理公司突改密碼，包圍屋苑管業處。警員到場後一名居民涉拍打警車並高呼「死黑警，嚟打我啦，X你老母」，另一人則在前者被制服後大呼「死黑警，X你老母，放咗佢啦，嚟幫手呀」又大力打向另一警車左邊，被控在公眾地方作出擾亂秩序行為罪。兩名被告均獲准以自簽2000元、保守行為12個月，須付1000元堂費。

#### 男子被指在商場男廁寫「黑警死全家」罪成囚半年
一名30歲男子被指在2021年1月於葵涌廣場男廁的廁格內，寫上「黑警死全家」及「狗官」等字句，他否認兩項刑事毀壞罪。雖然被告稱遭警員叉頸摑臉，亦被警長威嚇“唔認掟你去國安，老竇老母都拉”。加上稱自己因日常「落單」而隨身攜帶黑色筆。他又指當日晚上6時許肚痛去男廁時，未見廁所門板有任何字。到晚上9時許再次到男廁，發現門板被寫上「黑警死全家」及「狗官」，但他沒有理會。他去完廁所後離開後被便衣警員截停。不過裁判官陳慧敏認為被告供詞是「大謊話」，又認為警員大可在警署內作出暴力行為，不相信警員有對被告作暴力對待。裁判官接納警員見到被告手持水筆，形容被告是預謀地穿黑衫褲，而涉案字句具帶有仇視、霸凌、恫嚇及滅聲等效果，可以激發不同態度人士的情緒。最後他被判監禁半年，同時須向商場賠償1000元清潔費。

## 警方對被稱呼「黑警」的意見和批評
2017年2月24日，獨立監察警方處理投訴委員會前委員鄭承隆在電台訪問中引用「黑警」這個字眼，並指出「黑警」這詞是一個「不受警務人員歡迎的稱呼」。
2019年9月19日，臨時警務處副處長（特別職務）劉業成發佈香港警察內部信件，指「有人抺黑香港警察為『黑警』」，政黨、議員、宗教、傳媒、教育和社褔界推波助瀾「向學生宣揚令人震驚、錯誤、仇恨的政治思想，煽動還在成長的學生參與示威、暴力、仇警行動」，又指傳媒「借新聞自由為藉口，公然做假」，劉更指「抺黑」香港警察為「黑警」是世界上最大的「陰謀與謊言」，認為香港警察是「被陷害」。